# Antonio Di Nunno
Antonio Di Nunno (Avellino, 5 agosto 1945 – Avellino, 3 gennaio 2015) è stato un politico e giornalista italiano, sindaco di Avellino dal 1995 al 2003.
Giornalista professionista RAI nel Tgr Campania, è stato sindaco di Avellino dal 1995 al 2003.